# George Roberts (Musiker)

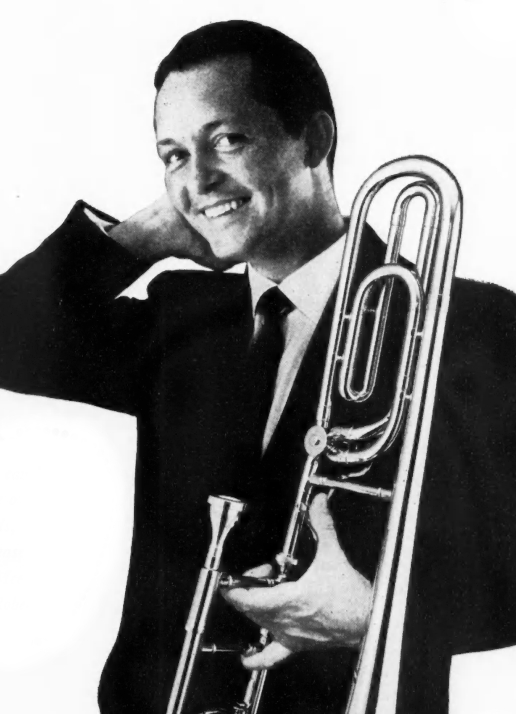
George Roberts (1961)

George Mortimer Roberts (* 22. März 1928 in Des Moines, Iowa; † 27. September 2014 in Fallbrook, Kalifornien) war ein US-amerikanischer Studio- und Jazzposaunist.

## Leben und Wirken
Roberts leistete den Militärdienst in der US-Marine ab; anschließend studierte er am American Operatic Lab in Los Angeles. Erste Erfahrungen sammelte er in der Bigband Gene Krupa and His Orchestra; in dieser Zeit wechselte er von der Posaune zur Bassposaune. Er war in den frühen 1950er-Jahren Bassposaunist im Stan Kenton Orchestra, u. a. zu hören auf dessen Album New Concepts of Artistry in Rhythm (1952). Als Sessionmusiker arbeitete er in den Studios von Los Angeles als viel beschäftigter Sessionmusiker; er wirkte im Laufe seiner fünfzig Jahre umfassenden Karriere bei ca. 6000 Aufnahmesessions mit, u. a. bei Frank Sinatra, Dean Martin, Nat King Cole und Ella Fitzgerald (Ella Fitzgerald Sings the Cole Porter Songbook 1956) unter dem Arrangeur Nelson Riddle. Es war Roberts’ Bassposaune, die mit dazu beitrug, den Klang des Nelson Riddle Orchestra erkennbar zu machen, zu hören besonders in Frank Sinatras Gesangsnummern I’ve Got You Under My Skin und Hidden Persuasion. Roberts nahm daneben zwei Alben unter eigenem Namen auf; bei dem zweiten Bottoms Up (Columbia Records, 1960)  wirkte  neben Joe Mondragon (Bass) und Shelly Manne (Schlagzeug) John Williams als Arrangeur und Pianist mit.
Roberts war auch als Studiomusiker bei einigen Filmmusiken Williams’ beschäftigt, wie Der weiße Hai (1975) oder Unheimliche Begegnung der dritten Art (1977); ferner arbeitete er mit Lalo Schifrin (Kobra, übernehmen Sie, Mannix). Roberts war auch in Fernsehshows wie der Rosemary Clooney Show und der Dinah Shore Show tätig; er spielte außerdem bei der Amtseinführung des US-Präsidenten John F. Kennedy 1961. Im Bereich des Jazz war er zwischen 1952 und 2008 bei über 400 Aufnahmesessions beteiligt, u. a. auch bei Buddy DeFranco, Billy Eckstine, Harry James, Marty Paich, Bing Crosby, Buddy Bregman, Peggy Lee, Woody Herman, Keely Smith, Patti Page, Skip Martin, Benny Carter, Jackie Davis, The Four Freshmen, Glen Gray, June Christy, Louie Bellson, Dave Pell, Nancy Wilson, Pete Rugolo, Frank Capp, Cal Tjader, Jonah Jones, Neal Hefti, Shorty Rogers, Earl Hines, Billy May, Mel Tormé, Erroll Garner, Frankie Randall, Si Zentner, Junior Mance, Johnny Hodges, Henry Mancini, Bud Shank, Carmen McRae, Chet Baker, Joe Williams, Sarah Vaughan, Ray Charles, The Singers Unlimited und Ray Anthony.  Ferner gehört er lange Jahre der International Trombone Association an und war Namensgeber für die George Roberts Bass Trombone Competition. Roberts, der an Multipler Sklerose erkrankt war, starb Ende September 2014 im Alter von 86 Jahren an den Folgen einer Lungenentzündung.

## Diskographische Hinweise
- Meet Mr. Roberts – George Roberts and His Big Bass Trombone with Frank DeVol and His Orchestra (Columbia 1959)